# 40 voleurs
Pour les 40 voleuses londoniennes, voir Forty Elephants.

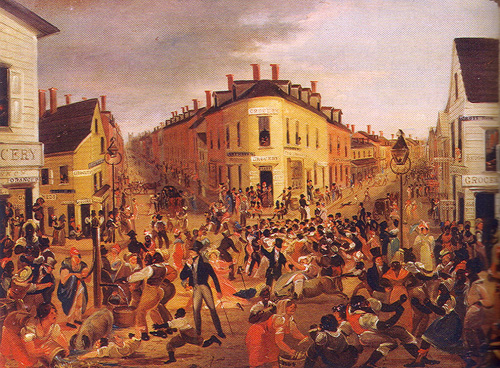

Les 40 voleurs (nommés d'après Ali Baba et les quarante voleurs) fut le premier gang des rues organisé de l'histoire de New York. Principalement formé d'immigrants irlandais, le groupe a terrorisé le bidonville de Five Points (Manhattan) à New York.

## Histoire
Basés à l'origine du côté sud-est de New York (Lower East Side), les 40 voleurs furent formés au début des années 1820 par Joseph Winston Herbert Hopkins. Les membres se rassemblaient à l'épicerie de Rosanna Peers sur Centre Street. Des tâches leur était affectés avec des quotas sur les activités illégales du groupe. Ce système de quota rencontra un franc succès entre les anciens qui étaient en compétition avec de nouveaux membres du gang cherchant à prendre leurs postes. Cependant, sur le long terme, le gang ne parvint pas à maintenir la discipline et en 1850, il fut dissous, chacun de ses membres joignant des gangs plus importants ou se mettant à son compte. 
Le nom de 40 voleurs fut adopté ultérieurement par Tammany Hall (association proche du parti démocrate), puis par le Common Council en 1850. Les jeunes Petits 40 Voleurs fut une émanation du gang des 40 voleurs par ses jeunes recrues, et continua les activités illégales à travers les années 1850 avant de rejoindre les gangs des rues plus importants à la suite de la guerre de Sécession en 1865.

## Sources
- (en) Cet article est partiellement ou en totalité issu de l’article de Wikipédia en anglais intitulé « Forty Thieves (New York gang) » (voir la liste des auteurs).